# مجتبی صدیقی
مجتبی صدیقی (زاده ۱۳۳۸، پیشوا) عضو هیئت علمی دانشکده مهندسی مکانیک دانشگاه صنعتی امیرکبیر است. وی دارای مدرک دکتری مهندسی مکانیک از دانشگاه یومیست انگلستان است. او در دولت روحانی، معاون دانشجویی وزارت علوم، تحقیقات و فناوری ایران و رئیس سازمان امور دانشجویان بود.

## سوابق اجرایی
- معاونت دانشجویی وزارت علوم، تحقیقات و فناوری
- معاونت فرهنگی آموزشی سازمان مدیریت و برنامه‌ریزی کشور
- مدیرکلی بورس و امور دانشجویان خارج از کشور وزارت علوم، تحقیقات و فناوری
- معاونت دانشجویی دانشگاه صنعتی امیرکبیر

## ماجرای عدم تأیید صلاحیت مجتبی صدیقی توسط وزارت اطلاعات
در پی موضوع استیضاح رضا فرجی دانا –وزیر علوم سابق- یکی از مهمترین دلایل استیضاح کنندگان عدم تأیید صلاحیت عمومی چهار نفر از مدیران وزیر علوم توسط وزارت اطلاعات معرفی شد که در وزارت علوم پست‌های مدیریتی اخذ کرده بودند چنان‌که از ایشان به عنوان منتسبین به فتنه ۸۸ یاد شده‌است مجتبی صدیقی یکی از این افراد بوده‌است که در پاسخ به نامه ۱۳ آبان ۱۳۹۲ وزارت اطلاعات به دکتر فریدون عدم تأیید صلاحیت وی رسانه‌ای شد. اگر چه وی و برخی از نمایندگان مدعی بودند که استیضاح علیه وزیر علوم به این دلیل بود که در اسامی دانشجویان بورسیه، نام برخی نمایندگان وجود دارد ولی این ادعا همواره توسط بسیاری از نمایندگان مجلس رد شده‌است.

## ادعای وجود دانشجوی غیرقانونی در میان دانشجویان بورسیه
مجتبی صدیقی در دیماه ۱۳۹۲ در اولین نشست خبری خود ادعای وجود دانشجوی غیرقانونی در میان دانشجویان بورسیه را مطرح کرد او در خرداد ۱۳۹۳ مدعی شد که در دولت دهم، ۳۰۰۲ نفر از دانشجویان بدون آزمون به بورس داخل و خارج اعزام شده‌اند، وی پس از قریب به هشت ماه مسئولیتش به عنوان معاون دانشجویی وزارت علوم، تحقیقات و فناوری در پاسخ به این سؤال که «آیا اسامی متخلفین اعلام می‌شود؟» گفت: نه، قطعاً؛ موارد تخلف تنها به اشخاص متخلف اعلام خواهد شد. یکماه بعد هنگامیکه محمدعلی نجفی پس از استیضاح رضا فرجی دانا سرپرست وزارت علوم شد تعداد بورسیه‌هایی را که پرونده شان دارای ایراد است را ۱۶۰۰ نفر اعلام کرد. صدیقی در یکی از نشست‌های خود مدعی حضور آقازاده‌ها و منصوبان در میان دانشجویان بورسیه می‌شود که با واکنش خبرنامه دانشجویان ایران مواجه شد که با انتشار حکم امضاء نشده فرزند صدیقی -محمد بشیر صدیقی-، وی را یکی از این آقازاده‌ها خوانده بود اگرچه روزنامه فرهیختگان دریافت بورس تحصیلی و جایابی فرزند مجتبی صدیقی را تکذیب کرده بود ولی خبرگزاری‌های دیگری مستندات مربوطه را افشاء کردند. همچنین بورسیه فرزند وی در تاریخ ۲۸ مرداد ۱۳۹۳ توسط حسن مسلمی نائینی مدیرکل بورس خارج دولت محمود احمدی‌نژاد تکذیب شد. در نهایت دانشجویان بورسیه جمهوری اسلامی ایران به دنبال اعتراض به اتهامات وزارت علوم، در ۲۶ مرداد ۱۳۹۴ از رضا فرجی دانا و مجتبی صدیقی به دلیل اظهارات خلاف واقع، تشویش اذهان عمومی، خدشه به حیثیت و اعتبار علمی، اجتماعی و شغلی شان به مراجع قانونی شکایت کردند از آنجا که دادستانی کل کشور اجازه ورود به این ماجرا را نداشت ارزیابی به شورای انقلاب فرهنگی و کمیسیون اصل نود سپرده شد تا محمد پورمختار، رئیس کمیسیون اصل نود طی نامه‌ای به وزارت علوم به صورت رسمی اعلام کند که بجز ۳۶ مورد که مشخصات خود را خلاف واقع درج نموده‌اند سایر بورسیه‌های اعطاء شده قانونی و طبق روال بورسیه می‌باشد.

## کشمکش با علی غزالی مديرمسول سايت بازتاب
کشمکش با علی غزالی و شبهه عامل نشر اسامی دانشجویان بورسیه در پی بالا گرفتن موضوع ادعای وجود دانشجوی غیرقانونی در میان دانشجویان بورسیه، اسامی ۷۴۹ نفر از دانشجویان بورسیه جمهوری اسلامی ایران توسط علی غزالی در صفحه فیسبوک وی منتشر شد، مجتبی صدیقی تأکید کرد وزارتخانه متبوعش این موضوع را پی‌گیری قضایی می‌کندو مدعی شد علی غزالی بعلت دریافت جواب منفی در خصوص بورسیه خود و برای انتقام‌گیری لیست بورسیه‌ها را منتشر کرده‌است اگر چه علی غزالی در واکنش به صحبت مجتبی صدیقی در صفحه فیسبوک خود نوشت: «جناب آقای صدیقی شما خوب به خاطر دارید که در زمانی که آقای توفیقی سرپرست وزارت علوم بودند و هنوز آقای فرجی دانا برای وزارت معرفی نشده بودند در آن اتاق گوشه‌ای طبقه ۱۳ شهرک غرب چه کسی این اسناد و اسامی را به بنده داد و در این مدت چه کسی برای انتشارش مدام تماس می‌گرفت و پیغام می‌داد» او در ادامه می‌نویسد «اگر قرار است کسی سند بدهد و بعد مصاحبه کند و تهدید کند و خودش جاخالی بدهد که هیچ در صف اول شاخ و شانه کشیدن بربیاید همان بهتر که سند ندهد.» او همچنین در ادامه دربارهٔ هزینه تحصیل فرزند صدیقی نوشت «البته با توجه به میزان هزینهٔ تحصیل در خارج که رقم یک میلیارد توسط شما بیان شده باید به توانمندی جنابعالی در جهت تهیهٔ این هزینه آفرین گفت».

## انتقاد آیت الله خامنه‌ای از ظلم به بورسیه‌ها
پس از گذشت یک سال و نیم از رسانه‌ای کردن و اتهام به دانشجویان بورسیه توسط مجتبی صدیقی، آیت الله علی خامنه ای رهبر جمهوری اسلامی ایران نسبت به این رفتار مسئولین انتقاد کرد و گفت «یکی از غلط‌ترین کارهایی که در این یکی دو سال اخیر اتّفاق افتاد، این مسئلهٔ بورسیه‌ها بود. اگر راست هم بود این حرف -که البتّه بعد تحقیق کردند، معلوم شد به آن شکل، راست هم نیست؛ آن‌طوری‌که روزنامه‌ها با آن بازی کردند هم نبود؛ به ما گزارشهای دقیق و بر اساس بررسی‌ها دادند- راهش این نبود که ما مسئله را روزنامه‌ای کنیم» رهبر ایران در ادامه صحبت‌هایش در خصوص دانشجویان بورسیه گفت «در این ماجرا به خیلی‌ها ظلم شد و این کار هم خلاف قانون بود و هم خلاف تدبیر».